# Liste der Naturdenkmale in Algermissen
Die Liste der Naturdenkmale in Algermissen nennt die Naturdenkmale in der Gemeinde Algermissen im Landkreis Hildesheim in Niedersachsen.

## Naturdenkmale
| Bild | Bezeichnung      | Ort, Lage                                                                                           | Beschreibung                                        | Schutzzweck | Nummer    |
| ---- | ---------------- | --------------------------------------------------------------------------------------------------- | --------------------------------------------------- | ----------- | --------- |
| BW   | Tränke (Pappeln) | Algermissen Auf dem Bruche (52° 14′ 4,6″ N, 9° 58′ 30,7″ O)                                         | zugelassene Nutzung: Hütungsrecht für die Schäferei |             | ND-HI 008 |
| BW   | Eiche            | Bledeln Auf dem Grundstück im Pfarrgarten 5 (52° 16′ 16″ N, 9° 55′ 35,2″ O)                         |                                                     | Schönheit   | ND-HI 324 |
| BW   | Eiche            | Bledeln Auf einer Weide des Grundstückes Breite Straße 1 (52° 16′ 18,2″ N, 9° 55′ 33,9″ O)          |                                                     | Schönheit   | ND-HI 379 |
| BW   | Blutbuche        | Lühnde Auf dem Grundstück Martinstraße 9 (52° 16′ 21″ N, 9° 57′ 0,7″ O)                             |                                                     | Schönheit   | ND-HI 380 |
| BW   | Eiche            | Groß Lobke Auf dem Grundstück der St. Andreaskirche, Andreasplatz (52° 16′ 16,7″ N, 10° 0′ 50,8″ O) |                                                     | Schönheit   | ND-HI 381 |
| BW   | Eiche            | Groß Lobke Auf dem Grundstück Kampstraße 7, an der Straße Perrocke (52° 16′ 9,7″ N, 10° 0′ 38,3″ O) |                                                     | Schönheit   | ND-HI 382 |